# Selección de fútbol sub-20 de Vanuatu
La selección de fútbol sub-20 de Vanuatu es el equipo representativo de dicho país en las competiciones oficiales. Su organización está a cargo de la Federación de Fútbol de Vanuatu, miembro de la OFC y la FIFA.
Obtuvo en dos ocasiones el subcampeonato en el Campeonato Sub-20 de la OFC: en 2014, quedando por detrás del campeón y clasificado a la Copa Mundial de 2015, Fiyi; y en 2016, en el que a pesar de perder con Nueva Zelanda la final, clasificó a la Copa Mundial de 2017 por el cupo extra que recibió la OFC a partir de dicho torneo. En dicho torneo fue eliminado en fase de grupos luego de perder ante México, Venezuela y Alemania.

## Estadísticas

### Copa Mundial Sub-20
| Año                         | Fase              | Posición          | PJ                | PG                | PE                | PP                | GF                | GC                |
| --------------------------- | ----------------- | ----------------- | ----------------- | ----------------- | ----------------- | ----------------- | ----------------- | ----------------- |
| Túnez 1977                  | Sin participación | Sin participación | Sin participación | Sin participación | Sin participación | Sin participación | Sin participación | Sin participación |
| Japón 1979                  | Sin participación | Sin participación | Sin participación | Sin participación | Sin participación | Sin participación | Sin participación | Sin participación |
| Australia 1981              | Sin participación | Sin participación | Sin participación | Sin participación | Sin participación | Sin participación | Sin participación | Sin participación |
| México 1983                 | Sin participación | Sin participación | Sin participación | Sin participación | Sin participación | Sin participación | Sin participación | Sin participación |
| Unión Soviética 1985        | Sin participación | Sin participación | Sin participación | Sin participación | Sin participación | Sin participación | Sin participación | Sin participación |
| Chile 1987                  | Sin participación | Sin participación | Sin participación | Sin participación | Sin participación | Sin participación | Sin participación | Sin participación |
| Arabia Saudita 1989         | No clasificó      | No clasificó      | No clasificó      | No clasificó      | No clasificó      | No clasificó      | No clasificó      | No clasificó      |
| Portugal 1991               | No clasificó      | No clasificó      | No clasificó      | No clasificó      | No clasificó      | No clasificó      | No clasificó      | No clasificó      |
| Australia 1993              | No clasificó      | No clasificó      | No clasificó      | No clasificó      | No clasificó      | No clasificó      | No clasificó      | No clasificó      |
| Catar 1995                  | No clasificó      | No clasificó      | No clasificó      | No clasificó      | No clasificó      | No clasificó      | No clasificó      | No clasificó      |
| Malasia 1997                | Sin participación | Sin participación | Sin participación | Sin participación | Sin participación | Sin participación | Sin participación | Sin participación |
| Nigeria 1999                | No clasificó      | No clasificó      | No clasificó      | No clasificó      | No clasificó      | No clasificó      | No clasificó      | No clasificó      |
| Argentina 2001              | No clasificó      | No clasificó      | No clasificó      | No clasificó      | No clasificó      | No clasificó      | No clasificó      | No clasificó      |
| Emiratos Árabes Unidos 2003 | No clasificó      | No clasificó      | No clasificó      | No clasificó      | No clasificó      | No clasificó      | No clasificó      | No clasificó      |
| Países Bajos 2005           | No clasificó      | No clasificó      | No clasificó      | No clasificó      | No clasificó      | No clasificó      | No clasificó      | No clasificó      |
| Canadá 2007                 | No clasificó      | No clasificó      | No clasificó      | No clasificó      | No clasificó      | No clasificó      | No clasificó      | No clasificó      |
| Egipto 2009                 | Sin participación | Sin participación | Sin participación | Sin participación | Sin participación | Sin participación | Sin participación | Sin participación |
| Colombia 2011               | No clasificó      | No clasificó      | No clasificó      | No clasificó      | No clasificó      | No clasificó      | No clasificó      | No clasificó      |
| Turquía 2013                | No clasificó      | No clasificó      | No clasificó      | No clasificó      | No clasificó      | No clasificó      | No clasificó      | No clasificó      |
| Nueva Zelanda 2015          | No clasificó      | No clasificó      | No clasificó      | No clasificó      | No clasificó      | No clasificó      | No clasificó      | No clasificó      |
| Corea del Sur 2017          | Primera ronda     | 24º               | 3                 | 0                 | 0                 | 3                 | 4                 | 13                |
| Polonia 2019                | No clasificó      | No clasificó      | No clasificó      | No clasificó      | No clasificó      | No clasificó      | No clasificó      | No clasificó      |
| Argentina 2023              | No clasificó      | No clasificó      | No clasificó      | No clasificó      | No clasificó      | No clasificó      | No clasificó      | No clasificó      |
| Total                       | 1/23              | 86.º              | 3                 | 0                 | 0                 | 3                 | 4                 | 13                |

### Campeonato Sub-20 de la OFC
| Año                     | Fase              | Posición          | PJ                | PG                | PE                | PP                | GF                | GC                |
| ----------------------- | ----------------- | ----------------- | ----------------- | ----------------- | ----------------- | ----------------- | ----------------- | ----------------- |
| Polinesia Francesa 1974 | Tercer lugar      | 3º                | 3                 | 0                 | 1                 | 2                 | 3                 | 7                 |
| Australia 1978          | Sin participación | Sin participación | Sin participación | Sin participación | Sin participación | Sin participación | Sin participación | Sin participación |
| Fiyi 1980               | Sin participación | Sin participación | Sin participación | Sin participación | Sin participación | Sin participación | Sin participación | Sin participación |
| Papúa Nueva Guinea 1982 | Sin participación | Sin participación | Sin participación | Sin participación | Sin participación | Sin participación | Sin participación | Sin participación |
| Australia 1985          | Sin participación | Sin participación | Sin participación | Sin participación | Sin participación | Sin participación | Sin participación | Sin participación |
| Nueva Zelanda 1986      | Sin participación | Sin participación | Sin participación | Sin participación | Sin participación | Sin participación | Sin participación | Sin participación |
| Fiyi 1988               | Primera ronda     | 6º                | 2                 | 0                 | 0                 | 2                 | 2                 | 8                 |
| Fiyi 1990               | Tercer lugar      | 3º                | 4                 | 2                 | 0                 | 2                 | 4                 | 10                |
| Polinesia Francesa 1992 | Cuarto lugar      | 4º                | 4                 | 1                 | 1                 | 2                 | 4                 | 9                 |
| Fiyi 1994               | Cuarto lugar      | 4º                | 5                 | 2                 | 1                 | 2                 | 6                 | 17                |
| Polinesia Francesa 1997 | Sin participación | Sin participación | Sin participación | Sin participación | Sin participación | Sin participación | Sin participación | Sin participación |
| Samoa 1998              | Primera ronda     | 5º                | 3                 | 1                 | 0                 | 2                 | 15                | 9                 |
| Islas Cook 2001         | Primera ronda     | 2º                | 5                 | 4                 | 0                 | 1                 | 23                | 4                 |
| Fiyi 2002               | Primera ronda     | 6º                | 2                 | 0                 | 1                 | 1                 | 2                 | 4                 |
| Islas Salomón 2005      | Tercer lugar      | 3º                | 5                 | 3                 | 0                 | 2                 | 12                | 15                |
| Nueva Zelanda 2007      | Sexto lugar       | 6º                | 6                 | 1                 | 2                 | 3                 | 8                 | 17                |
| Polinesia Francesa 2008 | Sin participación | Sin participación | Sin participación | Sin participación | Sin participación | Sin participación | Sin participación | Sin participación |
| Nueva Zelanda 2011      | Tercer lugar      | 3º                | 5                 | 3                 | 1                 | 1                 | 19                | 5                 |
| Fiyi 2013               | Tercer lugar      | 3º                | 4                 | 2                 | 0                 | 2                 | 12                | 7                 |
| Fiyi 2014               | Subcampeón        | 2º                | 5                 | 4                 | 1                 | 0                 | 13                | 3                 |
| Vanuatu 2016            | Subcampeón        | 2º                | 5                 | 4                 | 0                 | 1                 | 7                 | 7                 |
| Polinesia Francesa 2018 | Primera ronda     | -                 | 3                 | 0                 | 0                 | 3                 | 2                 | 11                |
| Polinesia Francesa 2022 | Primera ronda     | -                 | 3                 | 0                 | 0                 | 3                 | 0                 | 7                 |
| Total                   | 16/23             | 4º                | 64                | 27                | 8                 | 29                | 132               | 140               |